# San Genaro (Santa Fe)
San Genaro  es una localidad del sudoeste del departamento San Jerónimo, en el centro sur de la provincia de Santa Fe (Argentina).
A través del Ferrocarril General Belgrano, la ruta nacional 34 y la ruta provincial 65, se vincula con centros urbanos importantes como Rosario a 99 km, Santa Fe (capital de la provincia) a 126 km, Rafaela a 135 km, Córdoba a 375 km y Buenos Aires a 393 km.
San Genaro, la ciudad número 50 de la provincia de Santa Fe y la tercera del departamento San Jerónimo, quedó unida política y jurídicamente 31 de agosto de 2006, cuando la Legislatura santafesina aprobó una ley para unir las entonces comunas de San Genaro y San Jenaro Norte tras ochenta años de división.

## Historia
En 1873, Juan Chavarri fundó la Colonia Caridad en las tierras “Las Estacas”.
El Poder Ejecutivo de la Nación, por decreto del 3 de octubre de 1876, reconoció oficialmente la existencia de esta colonia.
La colonia así encaminada hacía suponer un futuro prominente, pero una cuestión de índole familiar trunca ese destino. Indudablemente esa situación afectó económicamente a la sociedad de los hermanos Chavarri, quienes ya en 1878 habían hipotecado el campo a nombre de don Carlos Casado del Alisal, en cuya casa bancaria operaban. Constitúyese entonces un nuevo propietario de estas tierras, don Casado de Alisal, quien decide dar un nuevo impulso a la obra iniciada por Juan Chavarri. Como primera medida rebautiza la localidad con el nombre de Villa Biotta y la colonia como Colonia San Genaro.
El conflicto entre las localidades, ahora convertidas en una sola ciudad, se originó en 1890 cuando pasó por las inmediaciones de Villa Biotta (San Jenaro Norte), el Ferrocarril Córdoba y Rosario, luego llamado Central Córdoba y finalmente incorporado a la red del Ferrocarril General Belgrano. Como la traza ferroviaria pasó a unos dos kilómetros del núcleo urbano histórico, se generó en torno a la estación San Genaro otro centro de población que comenzó a ser conocido con el mismo nombre.
El trazado original de los planos fue realizado por Rafael y Máximo Laiseca, y Rafael Escrina. Dichos planos fueron presentados el 15 de octubre de 1891 ante el Gobierno provincial, donde fueron aprobados y homologados siendo esta la fecha la fecha de nacimiento oficial del pueblo. La Estación y la Villa comenzaron a crecer sin pausa, logrando la provisión de las instituciones necesarias para el desenvolvimiento de su vida pública.
En 1885 se habilitó una escuela mixta en Villa Biotta.
En 1891 se nombró un juez de paz, y se creó la comisión de fomento.
Los titulares, propietarios, y comerciantes del lugar optaron por ubicar las oficinas comunales en la villa y desde allí, con la denominación de Comuna de San Genaro se atendían las necesidades e intereses de los dos pueblos. Dentro de la colonia se habían formado ya dos aldeas alejadadas una de otra por una distancia de 1,8 km, la Estación San Genaro y la Villa Biotta.
La ascendencia de sus habitantes estaba dada en un alto porcentaje por:
- italianos
- españoles
- ingleses
- alemanes
- suizos/alemanes
- croatas
- polacos y
- sirio libaneses.

Con el correr el tiempo y al crecer en número e importancia ambas poblaciones, la Estación San Genaro no podía continuar en dependencia, entonces reclamó al gobierno provincial la adjudicación de autoridades. Fue así que en 1926 el gobernador Aldao dividió el distrito por decreto y le otorgó autonomía a la estación (que hasta entonces dependía de Villa Biotta), y por decreto el 21 de enero de 1930 le confiere el nombre de San Genaro a la naciente estación y el de San Genaro Norte al pueblo viejo
Uno de los problemas que trajo esta asignación de nuevos nombres fue el cómo debía escribirse la palabra Genaro, sucedió que la directora de la Escuela Fiscal N° 281 “Dr. Dalmacio Vélez Sarsfield” de San Jenaro Norte, le envía una carta al gobernador, con dicha problemática. Entonces el gobierno provincial en su respuesta le explicaba que la palabra Genaro viene del nombre latino Ienarus, al pasarse al italiano se escribe Gennaro, pero al castellanizarla se debería escribir con J, quedando el nombre Jenaro. El mismo ejemplo se lo dio con las palabras Ierónimus (en latín), Gerónimo (en italiano) y Jerónimo (en español). Solucionado el problema quedó San Genaro y San Jenaro Norte.
Así, entre periódicas manifestaciones de recelo y competencia e intentos de unificación que tropezaban siempre con la sistemática resistencia de los pobladores más exaltados y los políticos que no querían ceder las posiciones de liderazgo que habían construido en uno y otro pueblo, el conflicto alcanzó su punto más alto cuando las autoridades del Banco Provincia de Santa Fe en 1958 trasladaron la sucursal del banco de San Genaro a San Jenaro Norte. Esto motivó una pueblada apaciguada sólo después de varios días de tensión mediante el envío a las localidades de efectivos de Gendarmería que pudieron restablecer el orden auxiliando a las desbordadas autoridades policiales.
Pero las últimas décadas fueron apaciguando la situación. Ya no existían aquellos que manifestaban una rivalidad irreductible: los pueblos habían ido creciendo y acercándose uno al otro hasta quedar apenas separados por el trazado de la ruta provincial 65; algunas instituciones y servicios como el Centro de Jubilados y el Comando Radioeléctrico se crearon comunes a ambas localidades, y una encuesta realizada por alumnos de las escuelas secundarias a principios de los años noventa reveló que había suficiente consenso social como para intentar la unidad. A esto se sumó la voluntad política de las autoridades de ambas comunas, donde gobernaba el PJ
La ley de creación de la ciudad de San Genaro, proyecto único en el país, fue aprobado el 31 de agosto de 2006, por los legisladores provinciales y promulgado por el gobernador Jorge Obeid. La decisión quedó públicamente consagrada con la visita del gobernador Obeid el 19 de septiembre de 2006. Ese día se celebran las honras a San Genaro, el patrono de ambas localidades y tal vez el único símbolo indiscutido de pertenencia común durante casi un siglo de enfrentamiento entre el vecindario de uno y otro lugar.
Sin embargo la ciudad funciona como tal desde el día 9 de diciembre de 2007, con la asunción de las nuevas autoridades políticas y la unificación de las dos comunas en un gran municipio.
La colaboración de las distintas instituciones de San Genaro jugó un papel muy importante en todo este proceso. La idea de lograr la unidad de los pueblos comenzó a gestarse con el padre Luis Massari, quien consideraba que para 2000 debía darse la unión y conformara una ciudad. Lamentablemente, "él murió sin que se concretara su deseo y, al año siguiente de su fallecimiento, se produjo esta unificación", resaltó el entonces párroco, Jorge Vázquez.

## Población
Cuenta con 4,070 habitantes (Indec, 2010), lo que representa un leve incremento del 0,1% frente a los 4,066 habitantes (Indec, 2001) del censo anterior.
Forma un aglomerado urbano junto a la localidad de San Genaro Norte, el cual se denomina San Genaro Norte - San Genaro y cuenta con una población total de 8,731 habitantes (Indec, 2010).
| Gráfica de evolución demográfica de San Genaro entre 1991 y 2010 |
|                                                                  |
| Fuente: censos nacionales del INDEC                              |

## Geografía
Tipo de suelo: Argiudoles, paisaje de llanura ligeramente ondulada.
Arroyos: Las Turbias, San Genaro y Las Estacas.
Comunicaciones: converge la Ruta Provincial 65 que une las Ruta Nacional RN 11 y RP 13, a través de esa última se comunica con la Ruta Nacional RN 9. A escasa distancia del radio urbano, hacia el sur, se establece el cruce de la Ruta Provincial RP 65, y la Ruta Nacional RN 34, importante vía que une Rosario con Bolivia.
La superficie del distrito es de 37.800 ha, el suelo es llano, con suaves lomadas, bajos y cañadas próximas a él. Por sus tierras fértiles y su clima templado sus actividades básicas son las agropecuarias, siguiéndoles las industriales, comerciales, transporte, docentes –en distintos niveles— profesionales, de servicios y otras.

## Educación
Nivel Inicial.
- Jardín de Infantes Nucleado N.º 111 “Trigales” (nuclea a 3 establecimientos: 1 en zona rural "La Vasconia" y 2 correspondientes a las zonas este y oeste de la ciudad respectivamente)

Nivel Primario
- Escuela Primaria N.º 281 “Dr. Dalmacio Vélez Sársfield”
- Escuela Primaria N.º 6016 “Ángel Santiago Ygobone”
- Escuela Rural N.º 889 "Bartolomé Mitre" (Nueva Colonia LAS ESTACAS)
- Escuela Rural N.º 6295 "JUAN CHAVARRI" (campo "La Vasconia")
- Taller de Educación Manual N.º 179

Nivel Medio
- Escuela de Enseñanza Media N.º 310 “José Gervasio Artigas”
- Escuela de Enseñanza Media N.º 437 “Mariano Moreno”
- Escuela Técnica N.º 674. "FRANCISCA S. DE IBARROLA"
- E.E.M.P.A. N.º 1238 "Raúl Scalabrini Ortiz" (escuela de enseñanza media para adultos)

Nivel Terciario/Universitario.
- Instituto de Estudios Superiores del Interior N° 4066. Carreras: Técnico Superior en Administración de Cooperativas y Mutuales Técnico Superior en Administración de Agroempresas
- Centro Educativo Cultural, es una iniciativa de la Cooperativa 19 de Septiembre Ltda y la Municipalidad, ofrecen el Sistema de EDUCACIÓN A DISTANCIA
- Centro de Aprendizaje Universitario San Genaro. Centro de la Universidad Empresarial Siglo 21 en donde se dictan más de 40 carreras con títulos oficiales y de validez nacional en modalidad Educación a Distancia con clases semi-presenciales.

Educación Especial
- Escuela Especial N.º 2080 "JULIO BERNALDO DE QUIROS"

Centros Educativos
- CEA N° 5 (Centro de Educación Agropecuaria)
- CEPA N° 139 “Ángel Santiago Ygobone” (Centro de enseñanza primaria para adultos)
- CEnPA N° 32 (Centro de enseñanza primaria para adultos)
- CECLa N° 44 (Centro de capacitación laboral)
- CER N° 490(Centro educativo radial)(campo "La Vasconia" y RP 65)

## Salud
Además de consultorios particulares la Ciudad cuenta con:
- S.A.M.Co. San Genaro. Hospital "Dr. Jaime Jarupkin"
- S.A.M.Co. Centro de Atención Primaria
- Clínica Regional Privada "PLUS MEDIC S.R.L."
- Hogar de Ancianos "Amor y Esperanza"

## Cultura
- Secretaría de Cultura de la Municipalidad que trabaja junto a Casa de Cultura. Se organizan encuentros corales, conferencias, concursos literarios, agrupación coral, música para niños, actividades manuales, entre otros.
- Peña Folclórica "Semillas de mi Tierra".
- Academia de Danzas Españolas "La Sevillana".
- Escuela Coreográfica de danzas árabes
- Museo Histórico Municipal: objetos (cámaras fotográficas, relojes, máquinas de escribir, utensilios, herramientas, etc.), testimonio de la evolución de la población y de sus costumbres. Además, documentación oficial e institucional e imágenes reflejan su historia. Además, la Biblioteca Centenaria reúne libros editados por localidades vecinas con motivo del centésimo aniversario del pueblo.
- Biblioteca Popular "Bernardino Rivadavia"
- Biblioteca Popular "Domingo Faustino Sarmiento"
- Sociedad Argentina de Letras, Artes y Ciencias.
- Club de Leones San Genaro
- Rotary Club San Genaro

## Agenda Cultural
La ciudad cuenta a lo largo del año con diferentes manifestaciones culturales:
- ENERO

Fiesta Provincial del Trigo]
- FEBRERO

Encuentro Musiquero de la Estación
- JULIO

- Fiesta Aniversario Club Atlético San Genaro
- AGOSTO

- Fiesta Aniversario Club Sportivo Rivadavia.
- Feria del Libro.
- SEPTIEMBRE

- Fiestas Patronales 19 de septiembre Día de San Genaro, santo patrono
- OCTUBRE

- Fiesta Provincial de los Radioaficionados
- DICIEMBRE

- Fiesta del Cantante Tropical - Club Italiano F.C.

## Deporte
En cuanto al deporte y recreación se desarrollan varias disciplinas a través de las siguientes instituciones deportivas:
- Club Atlético San Genaro
- Club Sportivo Rivadavia M.S y C.
- Italiano Fútbol Club (tiene un estadio de fútbol con tribunas centrales de cemento)

La Municipalidad posee una pista recreativa, situada en el predio del Ferrocarril, la denominada "Pista de Salud".

## Medios de Comunicación
- Gráficos

Periódico Convergencia
- TV

Canal 4 San Genaro, Cooperativa Telefónica de San Genaro Ltda.
- Radios

- LT23 Radio Regional AM 1550
- Concierto FM 92.1
- La Bailadora FM 93.7
- Ciudad FM 99.9
- Radio San Genaro FM 101.1
- Radio Top FM 100.7
- Radio FM la Primera 91.7
- Portales de Noticias Digital

- El Faro de la Ciudad 
- San Genaro Guía Comercial

## Parajes
- Campo Pierella
- La Vasconia
- Las Estacas
- Nueva Colonia
- Villa Biotta

## Datos
- Es la Capital del Cooperativismo Telefónico. En ella se fundó la Cooperativa Telefónica de San Genaro, la primera cooperativa telefónica de la Argentina y de América del Sur, y la Federación de Cooperativas de Telecomunicaciones FECOTEL.

- Es la Capital Provincial del Trigo y de los Radioaficionados.

- La Radio LT23 AM 1550 Radio "Regional" San Genaro, es la primera emisora agraria de la Argentina

## Parroquias de la Iglesia católica en San Genaro
| Arquidiócesis | Santa Fe de la Vera Cruz |
| ------------- | ------------------------ |
| Parroquia     | San Genaro               |